# Mekarjati (Haurgeulis)
Mekarjati is een bestuurslaag in het regentschap Indramayu van de provincie West-Java, Indonesië. Mekarjati telt 11.547 inwoners (volkstelling 2010).